# 動畫紀錄片 決斷
《動畫紀錄片 決斷》，為日本電視台播映的龍之子製作的以太平洋戰爭為題材的戰記日本動畫作品於每週星期六的19點30分 - 20點00分。自1971年4月3日播至同年1971年9月25日，全26話。

## 概要
- 「動畫紀錄片」（Animentary）是「動畫」（Animation）與「紀錄片」（Documentary）合成所創造出來的詞語，在合併起來後，非常坦率的表現這個作品的個性。
- 「科學忍者隊」等的SF動作英雄作品與「救難小英雄系列」等都是龍之子最擅長做的滑稽作品，另外還有極為不同色彩的作品。此外，播映局在日本電視台因為某事情（在「決斷」結束後，日本電視台在15年後的1986年「褞袍超人」要播映前為止與龍之子動畫沒有再合作播映），聽說是原作的吉田龍夫和龍之子內部的人事情不合的關係，在這個時期的龍之子的作品沒有一件是例外的。還有，到現在為止龍之子在幼兒〜小學低年級到中年級的兒童這層收視佔了大半，這個作品也有高中生、大學生觀賞，此外一般成人在這層也有很廣泛的電視迷。
- 本作品的競爭節目是當時收視率最高的特攝節目「假面騎士」，因此只播半年而就此打住。
- 另外，這個作品使用的色彩和聲光等的特殊效果，在當時是嶄新的技術，在之後製作的「科學忍者隊」等的龍之子作品也多此用這方法，對於後面的動畫作品有非常大的影響。
- 以太平洋戰爭為題材·日本軍的活躍被美化的故事成分比較多等，被PTA、個教育團體等以「美化讚美」、「戰爭美化」動畫來給予批判的意見[2]。這個對工作人員方面，並沒有特別拘泥於戰史上的意圖，但偶然在戰爭中發生許多的「決斷」的教訓的事情卻被反駁。然而觀眾為了了解，並在最終話做出職業棒球的「決斷」的故事（當時以讀賣巨人教練川上哲治的「決斷」為主，此外還有長嶋茂雄、王貞治也有參與演出，可以說是個「番外篇」），不過關於在最終話卻突然轉變了方向，因為那原本當初預定是以昭和天皇的決斷為主故事，可是由於諸多事情所以不得以被壓制了，從結果來看這樣的看法比較有說服力。
- 2005年收錄第1話 – 第25話的DVD被發售了，第26話，是為了日本電視台·讀賣廣告社的真人作品，其因為肖像權的關係等的事情而沒有被收錄，然而再播映等重新播映的也沒有再播出。

## 故事
太平洋戰爭，從1941年的珍珠港事件到1945年的戰敗為止，在各話選用指揮官司令官的重要的「決斷」的時候為中心所描繪的非虛構的故事。

### 開場旁白
「對人生來說最貴重的瞬間，那就是在決斷的時候。太平洋戰爭，它告訴我們和平的珍貴。還有，留下許多為了活著的教訓。」

## 聲音演出
- 真木恭介
- 家弓家正
- 池水通洋
- 高塔正康
- 鹽見龍介（南雲忠一）
- 柴田秀勝
- 田中信夫
- 古賀浩二
- 西桂太
- 城山堅
- 原田一夫
- 鈴木泰明（酒井隆中將）
- 辻村真人
- 寺島幹夫
- 藤本讓
- 村越伊知郎
- 石丸博也
- 桑原毅（田中中將）
- 川久保潔
- 武川信
- 青野武
- 關根信昭
- 仁內建之（佐野忠義、本間雅晴、木村昌福、法蘭克・諾克斯、藏富一馬、宇垣纏、李奇蒙・透納）
- 渡部猛
- 山內雅人
- 北村弘一
- 吉澤久嘉
- 浦野光（旁白）
- 勝田久
- 仲村秀生
- 納谷悟朗
- 納谷六朗
- 市川治
- 神山卓三
- 矢田稔
- 矢田耕司
- 雨森雅司
- 三浦理惠
- 大宮悌二（杉山）
- 富田耕生
- 志生野溫夫（第26話「川上教練的決斷」的採訪）

## 主題歌
- 片頭曲「決斷」(第1話~第26話)
  - 作詞：丘燈至夫、作曲：古關裕而、編曲：甲斐靖文、歌：幹和之、哥倫比亞男聲合唱團
- 片尾曲「男節」(第1話~第26話)
  - 作詞：丘燈至夫、作曲：古關裕而、編曲：高原哲、歌：哥倫比亞男聲合唱團

## 備考
- 當時日本電視台·NET電視台系列是名古屋電視台·與中京電視台的雙重十字網路的中部廣域圈、在名古屋電視台的同時網路播映。
- 在廣島縣域，本來日本電視台系列的廣島電視台是與富士電視台系列的十字網路的關係該局為了以外的組成，系列外的廣島HOME電視台（NET電視台）在每週星期四21點26分 – 21點56分之間播映的時段被延遲了。
- Sky PerfecTV!與一部有線電視被進行日本文化頻道櫻和AT-X·歷史頻道等的這個節目再次播映。
- 日本電視台製作的電影電視劇動畫是本作品製作「日本電視台」的信用被終止。到1986年左右為止，除了一部作品（火曜懸疑劇場「原子小金剛（第2作）」「電子神童」「魔境傳說亞克羅班奇」等），「日本電視台」在日本電視台製作節目的信用並沒有。

## 播映標題
電視動畫的系列構成的手法，是採用時系列混淆的手法，不過這個作品被認為是日本電視台史上的時系列混淆最古早的作品。以正常的歷史流程來說，第1話「偷襲珍珠港」的下一個不是「中途島海戰（前篇）」，原本第4話的「馬來突襲作戰」本來預定第2話的，但是因為發生一些事情而更換了發生事情的順序。下面左方的表是播出順序，右方的表是正常歷史流程的時系列順序（粗體字部分是和播出順序一致的話數）。
- 電視播出順序

| 話數   | 副標題               | 播映日        |
| ------ | -------------------- | ------------- |
| 第1話  | 偷襲珍珠港           | 1971年4月3日  |
| 第2話  | 中途島海戰（前篇）   | 1971年4月10日 |
| 第3話  | 中途島海戰（後篇）   | 1971年4月17日 |
| 第4話  | 馬來突襲作戰         | 1971年4月24日 |
| 第5話  | 新加坡攻略           | 1971年5月1日  |
| 第6話  | 香港攻略             | 1971年5月8日  |
| 第7話  | 馬來海戰             | 1971年5月15日 |
| 第8話  | 珊瑚海海戰           | 1971年5月22日 |
| 第9話  | 爪哇攻略             | 1971年5月29日 |
| 第10話 | 海軍降落傘部隊       | 1971年6月5日  |
| 第11話 | 巴丹·科雷希多攻略    | 1971年6月12日 |
| 第12話 | 潛艇 伊第168         | 1971年6月19日 |
| 第13話 | 第一次所羅門海戰     | 1971年6月26日 |
| 第14話 | 加藤隼戰鬥隊         | 1971年7月3日  |
| 第15話 | 拉包爾航空隊         | 1971年7月10日 |
| 第16話 | 基斯卡島撤退         | 1971年7月17日 |
| 第17話 | 特攻隊誕生           | 1971年7月24日 |
| 第18話 | 山本五十六之死       | 1971年7月31日 |
| 第19話 | 倫加夜戰             | 1971年8月7日  |
| 第20話 | 馬里亞納海戰         | 1971年8月14日 |
| 第21話 | 雷伊泰灣海戰（前篇） | 1971年8月21日 |
| 第22話 | 雷伊泰灣海戰（後篇） | 1971年8月28日 |
| 第23話 | 硫磺島作戰           | 1971年9月4日  |
| 第24話 | 聯合艦隊的最後       | 1971年9月11日 |
| 第25話 | 最後的決斷           | 1971年9月18日 |
| 第26話 | 川上教練的決斷       | 1971年9月25日 |

- 時系列順序

| 時期       | 播出話數 | 副標題               |
| ---------- | -------- | -------------------- |
| 1941年12月 | 第1話    | 偷襲珍珠港           |
| 1941年12月 | 第4話    | 馬來突襲作戰         |
| 1941年12月 | 第6話    | 香港攻略             |
| 1941年12月 | 第7話    | 馬來海戰             |
| 1941年12月 | 第14話   | 加藤隼戰鬥隊         |
| 1942年1月  | 第10話   | 海軍降落傘部隊       |
| 1942年1月  | 第11話   | 巴丹·科雷希多攻略    |
| 1942年2月  | 第5話    | 新加坡攻略           |
| 1942年2月  | 第9話    | 爪哇攻略             |
| 1942年5月  | 第8話    | 珊瑚海海戰           |
| 1942年6月  | 第2話    | 中途島海戰（前篇）   |
| 1942年6月  | 第3話    | 中途島海戰（後篇）   |
| 1942年6月  | 第12話   | 潛艇 伊第168         |
| 1942年8月  | 第13話   | 第一次所羅門海戰     |
| 1942年11月 | 第19話   | 倫加夜戰             |
| 1943年4月  | 第18話   | 山本五十六之死       |
| 1943年7月  | 第16話   | 基斯卡島撤退         |
| 1943年11月 | 第15話   | 拉包爾航空隊         |
| 1944年6月  | 第20話   | 馬里亞納海戰         |
| 1944年10月 | 第17話   | 特攻隊誕生           |
| 1944年10月 | 第21話   | 雷伊泰灣海戰（前篇） |
| 1944年10月 | 第22話   | 雷伊泰灣海戰（後篇） |
| 1945年2月  | 第23話   | 硫磺島作戰           |
| 1945年4月  | 第24話   | 聯合艦隊的最後       |
| 1945年6月  | 第25話   | 最後的決斷           |
| （終戰後） | 第26話   | 川上教練的決斷       |

## 外部連結
- （日語） 動畫紀錄片 決斷
- （日語） 動畫紀錄片 決斷

\